# Sewall Wright
Sewall Green Wright (Melrose, 21 december 1889 – Madison, 3 maart 1988) was een Amerikaans geneticus die belangrijke bijdragen leverde aan de evolutiebiologie. Hij legde samen met Ronald Aylmer Fisher en J.B.S. Haldane de basis van de populatiegenetica, wat later zou uitmonden in de Moderne Synthese van de evolutionaire biologie. Wright introduceerde het concept van een adaptief landschap in de populatiegenetica.
In 1966 ontving hij de National Medal of Science. In 1980 kreeg hij de Darwin Medal van de Royal Society of London.